# Sebayi
Sebayi is een bestuurslaag in het regentschap Madiun van de provincie Oost-Java, Indonesië. Sebayi telt 2530 inwoners (volkstelling 2010).